# Технологічна еволюція
Технологічна еволюція — це теорія радикальної трансформації суспільства через технологічний розвиток. Ця теорія виникла у чеського філософа Радована Ріхти.

## Теорія технологічної еволюції
У книзі «Людство в перехідному періоді» («Mankind in Transition»), описано глибоке минуле, сьогодення і далеке майбутнє. Термін Технологія (яку Ріхта визначає як «матеріальну сутність, створену додатком розумових і фізичних зусиль для досягнення цінностей»), розвинулася за три етапи: інструменти (традиційно, знаряддя праці), машини, автоматизація. Ця еволюція, за його словами, слідує двом тенденціям:

### Розвиток
Дотехнологічний період, в якому всі інші види існують сьогодні, крім деяких видів птахів і приматів, — був нераціональним періодом існування первісних людей.
Поява технології, яка стала можливою завдяки розвитку розумових здібностей, відкрила шлях для першого етапу: інструментального. Інструмент забезпечує механічну перевагу при виконанні фізичної роботи, наприклад, стріла, плуг або молот, які підвищують ефективність для швидшого досягнення мети. Пізніші інструменти господарства, такі як плуг і кінь, підвищили продуктивність виробництва їжі приблизно в десять разів, порівняно з технологіями мисливців-збирачів. Інструменти дозволяють робити речі, які неможливо виконати примітивно, наприклад, бачити дрібні деталі за допомогою мікроскопа, маніпулювати важкими предметами за допомогою шківа та візка або нести воду у відрі.
Другим технологічним етапом було створення машини. Машина (механічний пристрій) — це інструмент, який замінює частину або весь елемент фізичного зусилля людини, вимагаючи тільки управління. Машини отримали широке поширення з промисловою революцією, хоч вітряки, теж тип машин, давніші.
Приклади цього етапу: автомобілі, поїзди, комп'ютери і електрика. Машини дозволяють людям подолати обмежені можливості своїх тіл. Розміщення машини на фермі, наприклад трактора, збільшило продуктивність їжі принаймні в десять разів, порівняно з технологією плуга та коня.
Третій і останній етап технологічної еволюції — це автоматизація. Автоматизація — це процес, який виключає елемент управління людиною за допомогою автоматичного алгоритму. Прикладами пристроїв, які демонструють цю характеристику, є: електронний годинник, смартфони, кардіостимулятори і комп'ютерні програми.
Вкрай важливо розуміти, що три етапи описують впровадження основних технологій, і тому всі три продовжують широко використовуватися сьогодні. Спис, плуг, ніж, сокира, кінь або оптичний мікроскоп — все це приклади інструментів.

## Теоретичні наслідки
Економічний сенс вищезгаданої ідеї полягає в тому, що інтелектуальна праця буде ставати все більш важливою, порівняно з фізичною працею. Контракти та угоди, що стосуються інформації, будуть все більш поширені на ринку. Розширення і створення нових типів інститутів, що працюють з інформацією, таких як університети, магазини, компанії, що займаються торгівлею патентами, і т. д., вважається ознакою того, що цивілізація знаходиться в технологічній еволюції.
Це підкреслює важливість дебатів про інтелектуальну власність в поєднанні з децентралізованими системами розподілу, такими, як сучасний Інтернет. Там, де ціна поширення інформації близька до нуля, винаходяться все більш ефективні інструменти, зокрема, для поширення самої інформації. З плином часу зростає обсяг інформації, поширюваної серед зростаючої клієнтської бази. З ростом дезінтермедіації на зазначених ринках і зростанням стурбованості з приводу захисту прав інтелектуальної власності неясно, яку форму приймуть інформаційні ринки з розвитком інформаційної епохи.